# Cavia intermedia
La Cavia intermedia è il membro più raro della famiglia caviidae: abita solo quattro ettari della piccola isola brasiliana di Moleques do Sul (stato di Santa Catarina). Questa specie possiede caratteristiche intermedie tra la Cavia magna e la Cavia aperea.

## Descrizione
L'esemplare adulto pesa in media 600 grammi ed è lungo 25 cm. Questa specie ha i genitali femminili esterni simili per dimensioni e per aspetto al pene maschile; tale mascolinizzazione dei genitali femminili è stata osservata nella Cavia magna ma non nella aperea: sulle basi di queste prove morfologiche si è stabilito che probabilmente l'antenato più comune tra Cavia magna e intermedia risale a circa 8000 anni fa. È erbivora, si riproduce per tutto l'anno e la gestazione dura 60 giorni, al termine dei quali nascono uno o due cuccioli.

## Popolazione
La popolazione è stabile, il numero massimo di adulti che si suppone ci sia è di 60 esemplari, il minimo di 24, per cui la popolazione di questa specie si crede sia di circa 42 individui.